# Balclutha punctata
Balclutha punctata är en insektsart som beskrevs av Fabricius 1775. Balclutha punctata ingår i släktet Balclutha och familjen dvärgstritar. Arten är reproducerande i Sverige. Inga underarter finns listade i Catalogue of Life.